# Владимир М. Цветковић
Владимир М. Цветковић (Крагујевац, 8. фебруар 1987) српски је инжењер безбедности и универзитетски ванредни професор на Факултету безбедности Универзитета у Београду.

## Биографија
Владимир М. Цветковић је рођен 8. фебруара 1987. године у Крагујевцу. Докторирао је на Факултету безбедности Универзитета у Београду, на тему „Спремност грађана за реаговање на природну катастрофу изазвану поплавом у Републици Србији” (2016) чиме је стекао академско звање доктор наука — науке безбедности.
На Криминалистичко-полицијској академији у Београду одбранио је мастер рад на тему „Управљање у ванредним ситуацијама изазваним злоупотребом оружја за масовно уништавање” 2012. године, чиме је стекао звање мастер криминалиста и дипломирао 2010. године као студент генерације са средњом максималном оценом 10,0, чиме је стекао звање дипломирани криминалиста. Завршио је Средњу школу унутрашњих послова (звање полицајац) у Сремској Каменици 2006. године као један од ђака генерације и носилац Вукове дипломе, и основну школу „Свети Сава” у Баточини 2002. године као носилац Вукове дипломе.

### Запослење и педагошко искуство
Од 2017. године запослен је на Факултету безбедности, Универзитета у Београду у звању доцента на Катедри за управљање ванредним ситуацијама и еколошку безбедност. Ангажован је на следећим предметима: Управљање ризицима у ванредним ситуацијама, Систем заштите и спасавања, Методологија процене ризика и израда планова заштите и спасавања од елементарних и других непогода, Руковођење активностима заштита и спасавања у ванредним ситуацијама, Систем превенције и смањења ризика од елементарних и других непогода.
У периоду од 2013. до 2017. године био је запослен на Криминалистичко-полицијској академији као сарадник у звању асистента за следеће предмете: „Безбедност у ванредним ситуацијама”, „Управљање ризицима у ванредним ситуацијама”, „Спречавање и сузбијање пожара, експлозија и хаварија”, „Информациони системи у ванредним ситуацијама”. Такође, на споменутој високообразовној институцији и предметима, у периоду од 2011. до 2013. године, био је запослен као сарадник у звање сарадника у настави. У току 2006. године био је запослен у Министарству унутрашњих послова Републике Србије као полицијски службеник.

### Професионални ангажмани
- Главни и одговорни уредник међународног часописа International Journal of Disaster Risk Management[3]
- Председник и оснивач Научно-стручног друштва за управљање ризицима у ванредним ситуацијама као организације од посебног значаја за систем заштите и спасавања Републике Србије[4]
- Директор и оснивач Међународног института за истраживање катастрофа[4]
- Реализатор семинара „Безбедност ученика у школским објектима”, каталошки број 9 из Каталога програма стручног усавршавања наставника, васпитача и стручних сарадника ЗУОВ за школску 2014/2015. и 2015/2016. године и за школску 2016/2017. годину[5]
- Реализатор обука студената из области реаговања у ванредним ситуацијама

### Научно-истраживачки рад
Реализовао је већи број научних истраживања и објавио је више од 300 научних радова у домаћим и међународним часописима, зборницима — од чега 14 научних монографија, 14 радова у часописима на SCI/SSCI листи и докторску дисертацију у периоду од 2011. до 2018. године. Квантификацијом научних резултата остварио је више од 450 научних поена. Ужа област истраживачких интересовања јесу безбедност, ванредне ситуације, управљање ризицима, цивилна заштита. Служи се енглеским и немачким језиком. Рецензирао је више од 40 научних радова у домаћим часописима (безбедност, наука, безбедност и полиција, српска наука данас итд.) и међународним часописима (Geomatics, Natural Hazards and Risk, International Journal of Architectural Heritage итд.). Учествовао је на већем броју националних и међународних научних конференција у земљи или иностранству.

## Изабрана библиографија

### Монографије
1. Цветковић, Владимир; Мартиновић, Јована (2021). Управљање у нуклеарним катастрофама. Научно-стручно друштво за управљање ризицима у ванредним ситуацијама, Београд. ISBN 978-86-525-0308-7.
2. Цветковић, Владимир; Јовановић, Марина (2021). Митови о катастрофама: истине и заблуде. Научно-стручно друштво за управљање ризицима у ванредним ситуацијама, Београд. ISBN 978-86-525-0308-7.
3. Цветковић, Владимир (2020). Управљање ризицима у ванредним ситуацијама. Научно-стручно друштво за управљање ризицима у ванредним ситуацијама у Београду. ISBN 978-86-81424-01-8.
4. Цветковић, Владимир (2019). Управљање ризицима и системи заштите и спасавања од катастрофа - практикум. Научно-стручно друштво за управљање ризицима у ванредним ситуацијама у Београду. ISBN 978-86-81424-01-8.
5. Цветковић, Владимир; Филиповић, Марина; Гачић, Јасмина (2019). Збирка прописа из области управљања ризицима од катастрофа. Научно-стручно друштво за управљање ризицима у ванредним ситуацијама у Београду. ISBN 978-86-81424-00-1.
6. Цветковић, Владимир (2017). Методологија истраживања катастрофа и ризика: теорије, концепти и методе. Задужбина Андрејевић, Београд. ISBN 978-86-525-0313-1.
7. Цветковић, Владимир; Филиповић, Марина (2017). Припремљеност за реаговање на ризике природних катастрофа. Задужбина Андрејевић, Београд. ISBN 978-86-525-0308-7.
8. Цветковић, Владимир (2016). Полиција и природне катастрофе. Задужбина Андрејевић, Београд. ISBN 978-86-525-0255-4.
9. Цветковић, Владимир (2015). Интервентно-спасилачке службе у ванредним ситуацијама. Задужбина Андрејевић, Београд. ISBN 978-86-525-0110-6.
10. Цветковић, Владимир; Гачић, Јасмина (2016). Евакуација у природним катастрофама. Задужбина Андрејевић, Београд. ISBN 978-86-7774-149-5.
11. Јаковљевић, Владимир; Цветковић, Владимир; Гачић, Јасмина (2015). Природне катастрофе и образовање. Универзитет у Београду, Факултет безбедности. ISBN 978-86-80144-02-3.
12. Иванов, Александар; Цветковић, Владимир (2016). Природне катастрофе - геопросторна и временска дистрибуција. Универзитет ,, Св. Климетн Охридски" - Битола, Факултет за безбедност, Скопје. ISBN 978-608-4532-87-3.
13. Бошковић, Дејан; Цветковић, Владимир (2018). Процена ризика у спречавању извршења кривичних дела експлозивним материјама. Криминалистичко-полицијска академија, Београд. ISBN 978-86-7020-382-2.
14. Цветковић, Владимир; Милашиновић, Срђан; Гостимировић, Ладин (2018). Историјски развој полицијског образовања у Србији. Висока пословна техничка школа Добој. ISBN 978-86-7020-393-8.
15. Миладиновић, Слободан; Цветковић, Владимир; Милашиновић, Срђан (2018). Управљање у кризним ситуацијама изазваним клизиштима. Криминалистичко-полицијска академија. ISBN 978-99976-689-8-1.
16. Цветковић, Владимир; Бошковић, Дејан; Јанковић, Бојан; Андрић, Санела (2019). Перцепција ризика од ванредних ситуација. Криминалистичко-полицијска академија. ISBN 978-86-80144-02-3.

### Научни радови у часописима
- Cvetković, Vladimir; Tanasić, Jasmina; Ocal, Adem; Kešetović, Želimir; Nikolić, Neda; Dragašević, Aleksandar (2021). „Capacity Development of Local Self-Governments for Disaster Risk Management”. International Journal of Environmental Research and Public Health. 18 (2021): 10406.
- Cvetković, Vladimir; Ocal, Adem; Ivanov, Aleksandar (2019). „Young adults’ fear of disasters: A case study of residents from Turkey, Serbia and Macedonia”. International Journal of Disaster Risk Reduction. 35 (2019): 101095.
- Cvetković, Vladimir; Roder, Giulia; Ocal, Adem; Tarolli, Paolo; Dragićević, Slavoljub (2018). „The Role of Gender in Preparedness and Response Behaviors towards Flood Risk in Serbia”. International Journal of Environmental Research and Public Health. 15 (2): 2761.
- Cvetković, Vladimir; Dragićević, Slavoljub; Petrović, Marina; Mijalković, Saša; Jakovljević, Vladimir; Gačić, Jasmina (2015). „Knowledge and perception of secondary school students in Belgrade about earthquakes as natural disasters”. Polish journal of environmental studies. 24 (4): 1553—1561.
- Cvetković, Vladimir; Eric, Noji; Filipović, Marina; Mančević Popović, Marija; Radović, Nenad; Kešetović, Želimir (2018). „Public Risk Perspectives Regarding the Threat of Terrorism in Belgrade: Implications for Risk Management Decision-Making for Individuals, Communities and Public Authorities”. Journal of Criminal Investigation and Criminology. 69 (4): 279—298.
- Cvetković, Vladimir; Ristanović, Elizabeta; Gačić, Jasmina (2018). „Citizens Attitudes about the Emergency Situations Caused by Epidemics in Serbia”. Iranian Journal of Public Health. 47 (8): 1213—1214.
- Cvetković, Vladimir; Kevin, Ronan; Shaw, Rajib; Filipović, Marina; Mano, Rita; Gačić, Jasmina; Jakovljević, Vladimir (2019). „Household earthquake preparedness in Serbia – a study from selected municipalities”. Acta Geographica. 59 (2): 27—43.
- Cvetković, Vladimir; Milašinović, Srđan; Lazić, Željko (2018). „Examination of citizens’ attitudes towards providign support to vulnerable people and voluntereeing during disasters”. Journal for social sciences, TEME. 42 (1): 35—56.
- Cvetković, Vladimir; Lipovac, Milan; Milojković, Boban (2016). „Knowledge of secondary school students in Belgrade as an element of flood preparedness”. Journal for social sciences, TEME. 15 (4): 35—56.
- Cvetković, Vladimir (2016). „Fear and floods in Serbia: Citizens preparedness for responding to natural disaster”. Journal of Social Sciences. 155 (2): 303—324.
- Cvetković, Vladimir; Milašinović, Srđan; Gostimirović, Ladin (2016). „The impact of age on flood preparedness in Serbia”. Journal of Humanities and Social Science. 6 (10): 10—23.
- Cvetković, Vladimir; Giulia, Roder; Ocal, Adem; Filipović, Marina; Janković, Bojan; Eric, Noji (2018). „Childrens and youths’ knowledge on forest fires: Discrepancies between basic perceptions and reality”. Vojno delo. 70 (1): 171—185.
- Cvetković, Vladimir; Filipović, Marina (2016). „Ispitivanje stavova učenika o uvođenju nastavnog predmeta bezbednosna kultura u srednjim školama”. Kultura polisa. 15 (35): 277—286.
- Cvetković, Vladimir; Filipović, Marina (2016). „Ispitivanje percepcije rizika o požarima u stambenim objektima: demografski i socio-ekonomski faktori uticaja”. Vojno delo. 70 (5): 82—98.
- Cvetković, Vladimir; Filipović, Marina; Jakovljević, Vladimir (2017). „A survey of subjective opinions of population about seismic resistance of residential buildings=Journal of the Geographical Institute “Jovan Cvijić” SASA”. 67 (3): 265—278.
- Cvetković, Vladimir (2016). „The relationship between educational level and citizen preparedness for responding to natural disasters”. Journal of the Geographical Institute “Jovan Cvijić” SASA. 66 (2): 237—253.
- Cvetković, Vladimir (2016). „Uticaj demografskih faktora na nivo informisanosti građana o nadležnostima policije u prirodnim katastrofama”. Bezbednost. 18 (2): 5—32.
- Cvetković, Vladimir; Filipović, Marina; Gačić, Jasmina (2018). „Teorijski okvir istraživanja u oblasti katastrofa”. Ecologica. 25 (91): 545—551.
- Cvetković, Vladimir; Filipović, Marina (2018). „Ispitivanje stavova učenika o uvođenju nastavnog predmeta bezbednosna kultura u srednjim školama”. Kultura polisa. 15 (35): 277—286.
- Cvetković, Vladimir; Filipović, Marina (2018). „Koncept otpornosti na katastrofe – Theory of disaster resilience”. Ecologica. 25 (89): 202—207.
- Цветковић, Владимир (2017). „Утицај персоналних и срединских фактора на очекивање помоћи од интервентно-спасилачких служби и хуманитарних организација за време природних катастрофа”. Безбедност. 59 (3): 28—53.
- Cvetković, Vladimir (2018). „Spremnost gradjana na reagovanje u prirodnim katastrofama izazvanim poplavama u Republici Srbiji”. Vojno delo. 69 (1): 153—190.
- Sultana, Obaida; Cvetković, Vladimir; Kutub, Juel (2017). „Problems of inhabitants of Muktagacha town in Mymenssingh district in terms of urban services important for security in natural disaster”. Vojno delo. 70 (1): 112—155.
- Cvetković, Vladimir; Milašinović, Srđan (2017). „Teorija ugroženosti i smanjenje rizika od katastrofa”. Kultura polisa. 14 (33): 217—228.
- Cvetković, Vladimir; Miladinović, Slobodan (2017). „Ispitivanje stavova i znanja učenika o klizištima kao prirodnim opasnostima”. Ecologica. 24 (85): 121—126.
- Cvetković, Vladimir; Jakovljević, Vladimir; Gačić, Jasmina; Filipović, Marina (2017). „Obuka građana za reagovanje u vanrednim situacijama”. Ecologica. 24 (88): 856—882.
- Цветковић, Владимир (2017б). „Кризне ситуације – припремљеност државе, локалне заједнице и грађана”. Војно дело. 69 (7): 122—136.
- Цветковић, Владимир (2017). „Перцепција ризика од природних катастрофа изазваних поплавама”. Војно дело. 69 (5): 160—175.
- Цветковић, Владимир (2017). „Препреке унапређењу спремности грађана за реаговање у природним катастрофама”. Војно дело. 69 (2): 132—150.
- Цветковић, Владимир; Филиповић, Марина (2017). „Последице природних катастрофа: фактори утицаја на перцепцију грађана Србије”. Еcologica. 24 (87): 572—578.
- Цветковић, Владимир; Филиповић, Марина; Поповић, Дејана; Остојић, Гаврило (2017). „Чиниоци утицаја на знање о природним катастрофама”. Ecologica. 24 (85): 121—126.
- Cvetković, Vladimir; Gačić, Jasmina; Babić, Sladjana (2017). „Religiousness level and citizen preparedness for natural disasters”. Vojno delo. 69 (4): 253—262.
- Kutub, Juel Rana; Cvetković, Vladimir; Huq, Shahnaz (2017). „Assessment of Women’s Vulnerability and their Coping Mechanism Living in Flood prone Areas: A Case Study of Belkuchi Upazila, Sirajganj”. Serbian Science Today. 1 (3).
- Цветковић, Владимир (2017a). „Спремност грађана за реаговање у природним катастрофама изазваним поплавама у Републици Србији”. Војно дело. 69 (1): 153—190.
- Cvetković, Vladimir (2016). „The impact of demographic factors on the expetation of assistance from the police in natural disaster”. Serbian Science Today. 1 (1): 8—17.
- Цветковић, Владимир (2015). „Фактори утицаја на знање и перцепцију ученика средњих школа у Београду о природним катастрофама изазваним клизиштима”. Безбедност, LVII (1): 32—51.
- Cvetković, Vladimir (2016). „Influence of employment status on citizen preparedness for response to natural disasasters”. NBP – Journal of criminalistics and law. 21 (2): 46—95.
- Cvetković, Vladimir (2016). „Influence of income level on citizen preparedness for response to natural disasters”. Vojno delo, 2016/4: 100—127.
- Cvetković, Vladimir (2016). „Marital status of citizens and floods: citizen preparedness for response to natural disasters”. Vojno delo. 68 (8): 89—116.
- Цветковић, Владимир (2016). „Повезаност успеха у средњој школи и спремности грађана за реаговање у природним катастрофама”. Безбједност, полиција и грађани, XII (3—4): 61—84.
- Cvetković, Vladimir (2016). „The relationship between educational level and citizen preparedness for responding to natural disasters”. Journal of the Geographical Institute “Jovan Cvijić” SASA. 66 (2): 237—253.